# Нікола Сімич
Нікола Сімич — сербський театральний, телевізійний та кіноактор. Народився 18 травня 1934 р. у Белграді.

## Життєпис
Ще в гімназії грав у драматичній секції. А диплом актора отримав у Академії мистецтв, фільмів, радіо та телебачення в Белграді. Першу роль зіграв ще як студент у Югославському драматичному театрі 1957 р. Постійно працював там з 1959 р. аж до січня 2014 р.
Грав також у багатьох фільмах та серіалах. Прославили його роль Міте Пантіча в серіалі «Tesna koža» (1982–1991). Грав також у телесеріалах «Srećni ljudi» (1993, 1995), «Porodično blago» (1998, 2001), «Agencija za SIS» (2006, 2007), Ljubav, navika, panika (2006, 2007).
Вистава «Блоха у вусі» за його участі була вперше виконана 7 червня 1971 р., була у репертуарі театру понад 40 років, за які зіграна близько 2000 разів. Це була його унікальна роль.
Адаптував сербською мовою також деякі мультфільми (зокрема, «Трансформери» та «Ніндзя-черепашки»).
Його старший брат Славко Сіміч — також актор, помер 2007 року. А Нікола Сімич помер 9 листопада 2014 року.

## Нагороди
- Три щорічні премії Югославського драматичного театру
- «Срібна арена» в Пулі та приз за життєві досягнення у кіно (роль у фільмі «Pavle Vuisić»)

## Вибрана фільмографія
- 1958: В цю ніч
- 1959: Sam
- 1960: X-25 javlja
- 1961: Вбивство на площі
- 1962: Перша любов (ТБ)
- 1964: Novi asistent (ТБ)
- 1965: Gorki deo reke
- 1966: Pre rata
- 1967: Кроки через туман
- 1968: Причину смерті не згадувати
- 1968: Bekstva
- 1969: Veliki dan
- 1969: Безіменна зірка (ТБ)
- 1969: Готель на головній дорозі (ТБ)
- 1974: Kosava
- 1984: Душитель проти душителя
- 1991: Sekula se opet zeni
- 1995: Treca sreca
- 2003: Полуничка в супермаркеті
- 2011: Білі леви

Усього — ролі в 68 фільмах, грає також самого себе у чотирьох хроніках.